# Satyria meiantha
Satyria meiantha là một loài thực vật có hoa trong họ Thạch nam. Loài này được Donn. Sm. miêu tả khoa học đầu tiên năm 1909.